# 一内閣一仕事
一内閣一仕事（いちないかくいちしごと）とは、一人の内閣総理大臣が在任中に何らかの成果を一つは達成させるという慣例である。

## 概要
内閣総理大臣を経験した竹下登は内閣が政治懸案事項について「道筋をつけたり、解決・達成できるのはせいぜい一仕事くらいである」と述べている。同じく内閣総理大臣時代の三木武夫の「男は一度勝負する」も似たようなニュアンスを持っている。
政治家を希望する者は様々な政治懸案事項の解決を夢想し、選挙で当選した後は、政治懸案事項の解決における究極のポストである内閣総理大臣を目指す。
首相就任後も、首相と対決姿勢を取る野党、与党内でも首相に反対する勢力、様々な業界団体の要望、官僚機構の抵抗、外国との関係、地方自治体との関係、マスコミの報道、マスコミの報道を受けた国民の反応、地方選挙や国政補欠選挙や大型国政選挙による「洗礼」など、様々な障害に遭遇する。経済問題や国際関係悪化、自身及び閣僚、側近のスキャンダル発覚や重大な失政など政権のマイナスポイントが浮上した場合は内閣への批判が一層強まる。
それでも、首相は政治懸案事項の解決を模索する中、自身の政治信条から多くの政治懸案事項中でも一つの案件を選び出して自身の政治生命を賭けて望む政局に突入することがある（首相経験者は長期政権円満退任・病気・襲撃休養などの例外を除けば、政策実現の究極のポストにいながら問題点があったために退いたことになることが殆どであり、政治批判を受けての退任の場合はその首相経験者は「過去の人」として扱われるため、政治経験や政界影響力から「ご意見番」などとして注目されることはあっても、長期政権円満退任・病気・襲撃休養の退任を除けば首相経験者の再登板は非常に難しい状況になる）。長期的視野での国益として重要視される一方で反対も強い政治懸案事項の場合は難関が予測されるが、難易度および国益への貢献度が高いほど、在任期間が短く成立直後に首相辞任をしたとしても、その政治懸案事項の解決が後世の政治史での首相としての評価が定まっていくことになる。
政治的対立が極限に達し、予算審議が停滞した場合、首相自身（または首相の側近）が与党内の反執行部幹部や野党の有力幹部と内密に対談して、首相退陣を条件に本予算を成立させる案を提示することがある。与野党間の対立を超えて予算案成立という形で社会に対して一定の安心感を与える一方で、与党反執行部や野党に対して「倒閣に成功した」という果実を与えることを目的としている。組閣直後から本予算成立以外に仕事がない内閣のことを「予算管理内閣」と表現する。
逆に、政権禅譲の機運を作ろうとする勢力は、内閣の取り組む重要課題を「花道」と位置付けることにより、課題解決後の内閣退陣に向けた雰囲気を形成しようとする。

## 日本の内閣の一仕事
| 内閣         | 首相       | 代表的な一仕事                                                                     | 内容                                                               |
| ------------ | ---------- | ---------------------------------------------------------------------------------- | ------------------------------------------------------------------ |
| 片山内閣     | 片山哲     | 内務省解体                                                                         | 警察制度の改革、労働省の設置                                       |
| 芦田内閣     | 芦田均     | 地方財政法                                                                         | 地方財政ルール明白化                                               |
| 吉田内閣     | 吉田茂     | 本土地域の主権回復                                                                 | 冷戦下において中ソを先送りにして欧米との片面講和による早期主権回復 |
| 鳩山一郎内閣 | 鳩山一郎   | 日ソ国交正常化                                                                     | シベリア抑留解決と国連加盟                                         |
| 石橋内閣     | 石橋湛山   | 国民皆保険制度実現方針の閣議決定                                                   | 厚生省に国民皆保険推進本部を設置                                   |
| 岸内閣       | 岸信介     | 安保改定                                                                           | 日米同盟強化                                                       |
| 池田内閣     | 池田勇人   | 所得倍増政策                                                                       | 国民生活向上                                                       |
| 佐藤内閣     | 佐藤栄作   | 沖縄返還                                                                           | 沖縄の日本復帰                                                     |
| 田中内閣     | 田中角栄   | 日中国交正常化                                                                     | 米国よりも早く中国との国交正常化                                   |
| 三木内閣     | 三木武夫   | 政治浄化                                                                           | 金のかからない選挙                                                 |
| 福田内閣     | 福田赳夫   | アジア諸国連帯                                                                     | 日中平和友好条約を含めたアジアの対日感情向上                       |
| 大平内閣     | 大平正芳   | 石油輸入枠確保                                                                     | 第二次石油危機での石油輸出縮小下でのサミット議長取りまとめ         |
| 鈴木内閣     | 鈴木善幸   | 財政赤字縮小                                                                       | 「増税なき財政再建」                                               |
| 中曽根内閣   | 中曽根康弘 | 国鉄分割民営化                                                                     | 巨額赤字が恒常化する公共企業体の対処                               |
| 竹下内閣     | 竹下登     | 消費税創設                                                                         | 大型間接税による安定税収確保という長年の懸案解決                   |
| 宇野内閣     | 宇野宗佑   | 妻子を含めた閣僚資産公開                                                           | リクルート事件を受けての対応                                       |
| 海部内閣     | 海部俊樹   | 自衛隊ペルシャ湾派遣                                                               | 初の自衛隊海外派遣                                                 |
| 宮沢内閣     | 宮沢喜一   | 国際連合平和維持活動等に対する協力に関する法律（PKO法）                            | 法律でのPKO参加定義明白化                                          |
| 細川内閣     | 細川護煕   | 政治改革                                                                           | 衆院選における小選挙区比例代表制                                   |
| 羽田内閣     | 羽田孜     | 1994年度予算                                                                       | 典型的な予算管理内閣                                               |
| 村山内閣     | 村山富市   | 社会党の右傾転向                                                                   | 大連立の実現                                                       |
| 橋本内閣     | 橋本龍太郎 | 中央省庁等改革基本法                                                               | 中央省庁再編                                                       |
| 小渕内閣     | 小渕恵三   | 周辺事態に際して我が国の平和及び安全を確保するための措置に関する法律（周辺事態法） | 日本周辺事態における日米協調                                       |
| 森内閣       | 森喜朗     | IT革命（e-Japan戦略）                                                              | 最先端インフラ整備                                                 |
| 小泉内閣     | 小泉純一郎 | 聖域なき構造改革                                                                   | 経済改革                                                           |